# Fox Lake 162
Fox Lake 162 är ett reservat i Kanada.   Det ligger i provinsen Alberta, i den centrala delen av landet, 3 000 km väster om huvudstaden Ottawa.
I omgivningarna runt Fox Lake 162 växer i huvudsak blandskog. Runt Fox Lake 162 är det mycket glesbefolkat, med 3 invånare per kvadratkilometer.